# Lázár Eszter
Lázár Eszter (Budapest, 1937. január 22. –) kórusvezető, a Magyar Rádió zenei szerkesztője 48 évig, a Fészek Művészklub művészeti programszerkesztője több mint húsz éve.

## Tanulmányai
A budapesti Zenegimnázium után felsőfokon 1955 és ’58 között a szegedi Juhász Gyula Tanárképző Főiskolán, majd 1958-tól ’61-ig a Liszt Ferenc Zeneművészeti Főiskolán (itt Vásárhelyi Zoltán növendékeként) tanult, mindkét helyen kitüntetéssel, magyar nyelv és irodalom, valamint ének-zene és karvezetés szakon.

## Tevékenysége
1961 és 2008 között (48 évig) a Magyar Rádió munkatársa, főmunkatársa, majd nyugdíjas munkatársa; a rádió kamarazene-felvételeinek, hangversenyciklusainak, stúdiókoncertjeinek tervező-szerkesztője volt (egyebek között az 1973-ban indult Hangversenyciklus századunk zenéjéből sorozat harmincöt évadjának), valamint szöveges zenei ismeretterjesztő műsorokat, kulturális témájú magazinokat készített és rádiós kompozíciókat hozott létre (többek közt: Muzsikus vendégség, 1987-től).
1996-tól a Fészek Művészklub művészeti programszerkesztője (klasszikus és könnyűzene, irodalom, színház, film stb. terén). Ugyanott 1998-ban hozta létre az Új Magyar Művek Hangversenyciklusa rendezvényt, amelyre minden év november–decemberében kerül sor, 2014-ben már a XVII. alkalommal. Ennek során eddig több mint 500 új kompozíció ősbemutatója (helyenként magyarországi bemutatója) hangzott el. A fesztivált a Bartók Rádió felveszi és sugározza, az elhangzott műveket pedig a Muzsika folyóirat ismerteti.
A 2011-es Liszt-év alkalmából 10 előadásból álló irodalmi és zenei sorozatot rendezett, a legtöbbet olyan írásos és zenei anyagból, melyeket Ausztriából és Németországból kutatott föl, és nagyrészt először kerültek bemutatásra Magyarországon, a Fészekben.

## Írásai
- A rádióban több ezer műsor szövegének megírása, részben saját elmondásra (ismeretterjesztő anyagok, ill. publicisztikák)
- Tartós és rendszeres megjelenés a Magyar Ifjúság, Képes Újság, Muzsika című lapokban, valamint alkalmi írások
- Könyv: A muzsika hullámhosszán (Czigány Györggyel közösen, 1970)

A MÚOSZ tagja több mint harminc éve.

## Díjai, kitüntetései
- Szocialista kultúráért, 1971
- Erkel Ferenc-díj, 1976
- A Magyar Rádiózásért díj, 1994
- Lajtha László-díj, 1996
- Miniszteri elismerés, 2007
- A Magyar Rádió Nívódíja – összesen 22 alkalommal
- Artisjus-díj – összesen 18 alkalommal
- A MÚOSZ Aranytoll életműdíja, 2015

## Nemzetközi rádióműsor-versenyeken elért sikerei
- 1979 – Prix Brno (A katona története)
- 1981 – Premios Ondas, Barcelona (Szereti Ön Bartókot?)
- 1983 – Prix Brno (Változatok magyar népdalra – Kodály)
- 1994 – Innsbruck – Régizene-fesztivál (Török zene Magyarországon)
- 1996 – Kanton (Kína), Silver Award (Békességóhajtás)